# Berlinka

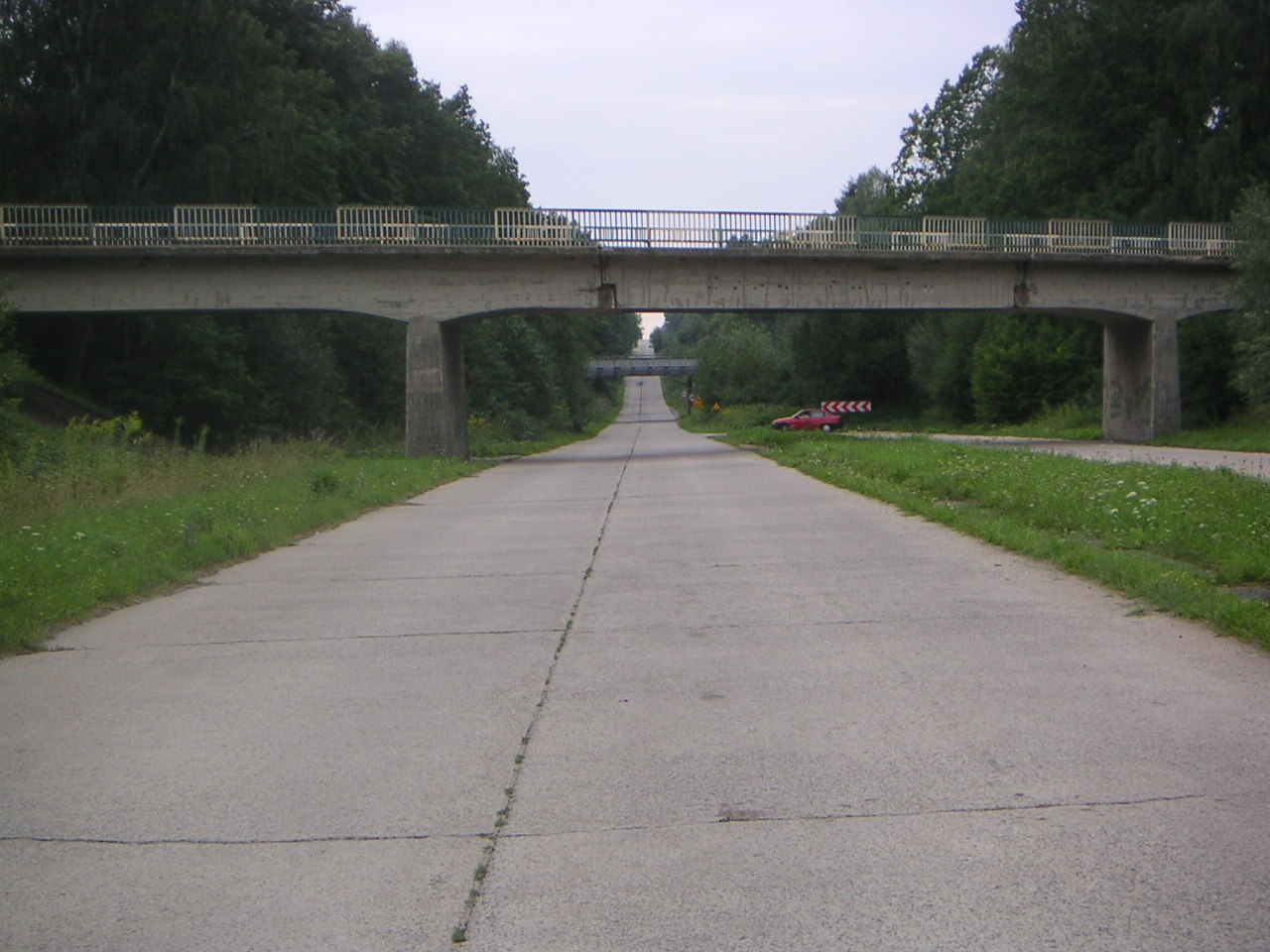
Berlinka ten oosten van Elbląg in 2006. In 2008 wordt de weg na een reconstructie heropend als Expressweg S22

Berlinka is de Poolse en Russische (Берлинка) benaming voor restanten van de geplande snelweg tussen Berlijn, via Stettin naar Koningsbergen (nu Kaliningrad), in Oost-Pruisen. Deze weg werd officieel de Reichsautobahn Berlin-Königsberg genoemd. 
De weg was bedoeld om de Poolse Corridor te overbruggen.

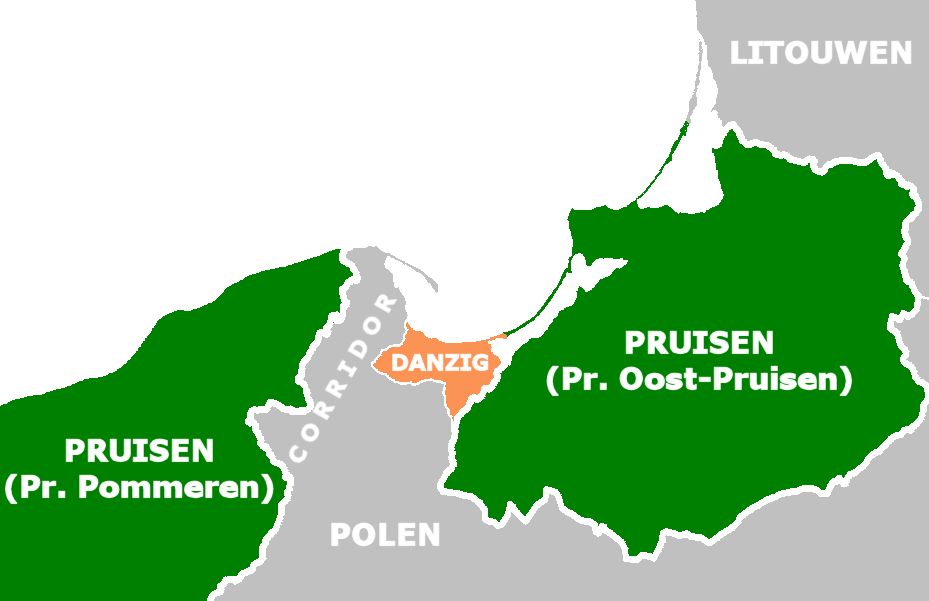
Poolse Corridor